# Romenos
Os romenos (em romeno: români ou historicamente e hoje raramente e apenas regional rumâni) são um grupo étnico; eles são os habitantes majoritários da Romênia. Em uma proeminente interpretação do resultado do censo na Moldávia, os moldávios são contados como romenos, o que significaria que estes últimos formam a maioria também neste país. Os romenos são também minorias étnicas em vários países vizinhos.
O povo romeno é uma nação no sentido de um ethnos (em romeno: popor), definido mais pelo senso compartilhado comum da cultura romena e tendo uma língua materna romena, que pela cidadania ou por estar sujeito a qualquer país em particular. A lei de cidadania romena de março de 1991 estabelece os direitos para a segunda e terceira gerações de descendentes de cidadãos romenos para obter a cidadania romena, se eles falarem romeno fluente e serem capazes de demonstrar conhecimento suficiente de história e culturas romenas. No mundo atualmente, 24 milhões de pessoas tem o romeno como língua materna. Se uma distinção é feita entre romenos e romenos étnicos, os últimos são diferenciados por viverem fora da Romênia e não possuírem cidadania romena.

## Origens étnicas
Mais de 85% dos habitantes da Romênia são romenos por ancestralidade. As origens étnicas dos romenos surgiram devido à romanização da província romana da Dácia. Os romenos são descendentes dos dácios, daco-getas, trácios e de legionários romanos enviados para lutar contra eles.
Os geto-dácios, os getas do sul e do leste dos Cárpatos, e os dácios do planalto da Transilvânia e do Banato, formando uma grande unidade cultural, étnica e linguística, são mencionados pela primeira vez por Heródoto, junto com a expedição de 514 a.C. de Dario I.
Burebista conseguiu a unificação política e militar dos geto-dácios. Após sua morte (44 a.C.), o estado dácio centralizado se dividiu em várias formações políticas, que foram reunificadas sob a liderança de Decébalo (87-106 d.C.) em um estado unitário com seu centro político, militar e religioso na Transilvânia, mais precisamente em Sarmizegetusa, nas montanhas Orăștie.
Durante as duas guerras com as legiões romanas, entre 101-102 e 105-106 respectivamente, o imperador Trajano teve sucesso após ferozes batalhas e conseguiu derrotar os dácios, com a maior parte da Dácia se tornando uma província romana. A forte colonização com elementos romanos ou romanizados, o uso do latim e a assimilação da civilização romana, assim como o intenso desenvolvimento de centros urbanos conduziu à romanização da população autóctone. Os casamentos entre dácios e colonizadores romanos formou a população daco-romana, que é o processo de formação étnica do povo romeno.
Alguns estudos genéticos recentes revelam que a contribuição das populações nativas de trácios e daco-getas realmente fizeram uma contribuição significante aos genes da moderna população romena, como também contribuíram com outras populações balcânicas (albaneses, gregos) e com grupos italianos.
O haplogrupo J é principalmente encontrado no sudeste da Europa, especialmente no centro e no sul da Itália, Grécia e Romênia. Ele é também comum na França e no Oriente Médio. Ele é relacionado com os antigos romanos, gregos e fenícios (J2), assim como com árabes e judeus (J1). Subclados J2a e J2a1b1 são encontrados principalmente na Grécia, Anatólia e sul da Itália, e são associados aos antigos gregos.

## História

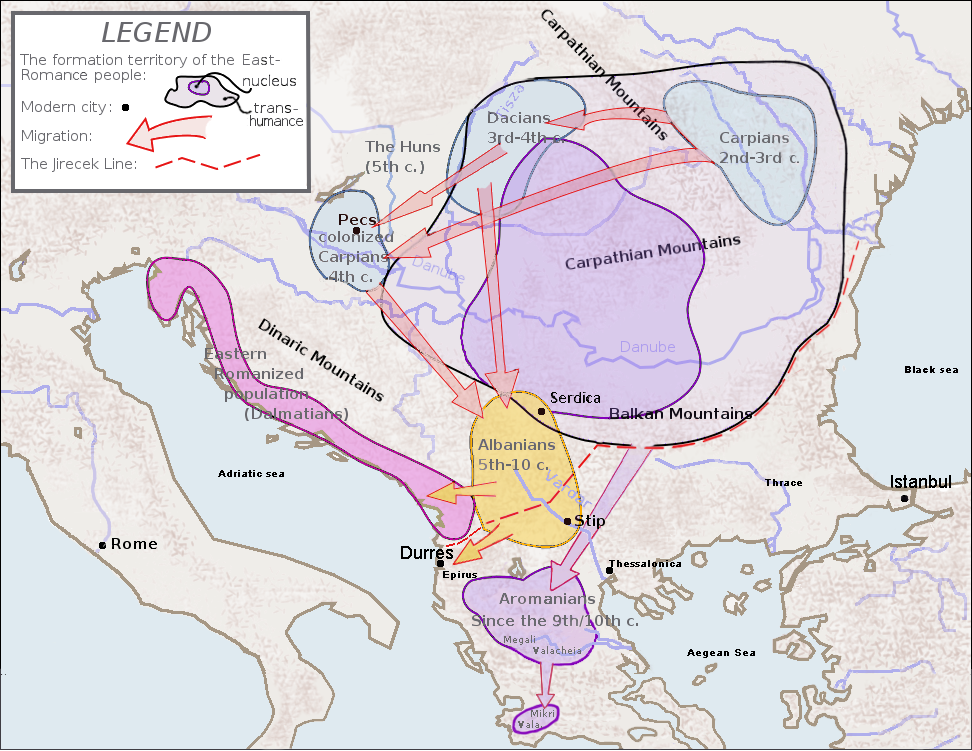
Origens étnicas romenas

### Antiguidade
Habitado pelos antigos dácios, o território atual da Romênia foi conquistado pelo Império Romano em 106, quando o exército de Trajano derrotou o de Decébalo. A administração romana se retirou dois séculos depois, sob a pressão dos godos e carpianos.

### Idade Média

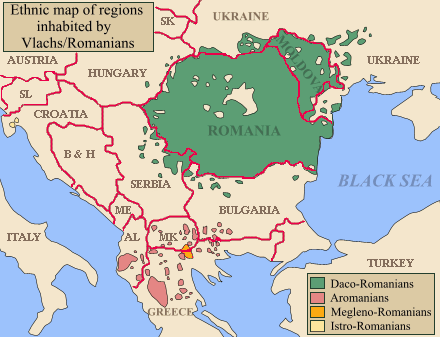
Regiões habitadas por populações romenas significativas (Verde: Daco-romenos; Rosa: Aromenos; Laranja: Megleno-romenos; Amarelo: Istro-romenos)

As migrações tribais que se seguiram - tais como as dos eslavos, proto-búlgaros (depois búlgaros), húngaros e tártaros - não permitiram aos romenos desenvolver algum grande estado centralizado, o que foi conseguido apenas no século XIII e especialmente no século XIV, quando os principados do Danúbio da Moldávia e da Valáquia emergiram para combater o Império Otomano.
Toda a península Balcânica foi anexada pelo Império Otomano, mas Moldávia, Valáquia e Transilvânia permaneceram autônomos sob a suserania otomana. Os três principados foram unificados em 1600 sob a autoridade do príncipe valáquio Miguel, o Valente.
Até 1541, a Transilvânia era parte do Reino da Hungria. Depois (devido à conquista da Hungria pelo Império Otomano), foi um principado auto-governado pela nobreza húngara. Em 1699, tornou-se parte das terras dos Habsburgos. No século XIX, o Império Austríaco foi premiado pelo otomanos com a região de Bucovina e, em 1812, os russos ocuparam a metade oriental da Moldávia, conhecida como Bessarábia.

### Idade Moderna

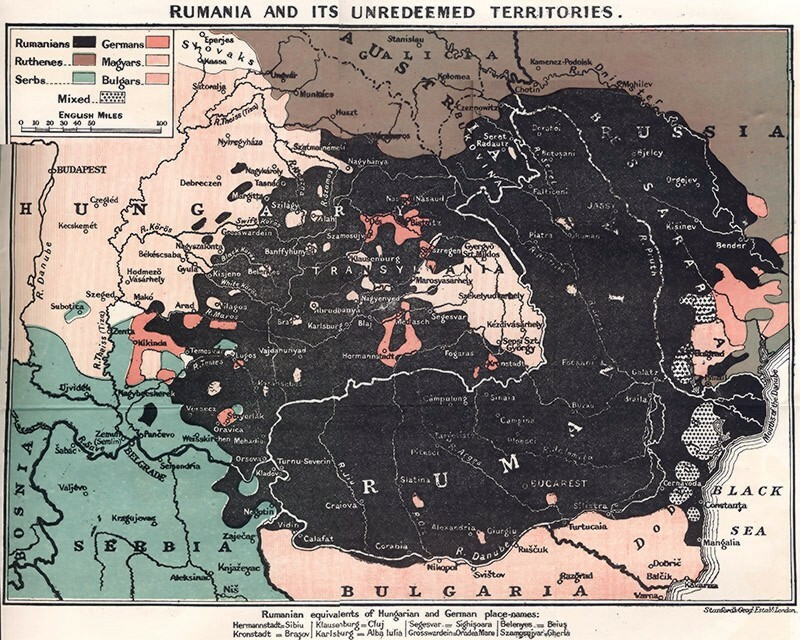
Territórios habitados por romenos antes da Primeira Guerra Mundial

Em 1821 e 1848, duas rebeliões ocorreram, e ambas falharam; mas elas tiveram um papel fundamental na disseminação da ideologia liberal. Em 1859, a Moldávia e a Valáquia elegeram o mesmo governante - Alexandre João Cuza (que reinou como Domnitor) e foram assim unificadas de facto.
Em fevereiro de 1849 uma delegação chefiada pelo bispo metropolitano Andrei Şaguna entrega ao imperador Francisco José I da Áustria a Petição Geral dos líderes romenos na Transilvânia, Banato e Bukovina, que exige que a nação romena seja reconhecida.
O recém-fundado Reino da Romênia, liderado pelo príncipe Hohenzollern Carol I, guerreou pela independência contra os otomanos, independência que foi reconhecida em 1878. No começo da Primeira Guerra Mundial, apesar de aliada da Áustria-Hungria, a Romênia se recusou a entrar em guerra ao lado das Potências Centrais, porque a Romênia estava obrigada a entrar em guerra somente se a Áustria-Hungria fosse atacada. Em 1916, a Romênia entrou na guerra ao lado da Tríplice Entente. Por isso, no final da guerra, Transilvânia, Bessarábia e Bucovina foram cedidas à Romênia, resultando na Grande Romênia.
Durante a Segunda Guerra Mundial, a Romênia perdeu territórios tanto no leste como no oeste, como a Transilvânia do Norte, que se tornou parte da Hungria através do Segundo Arbitral de Viena, enquanto a Bessarábia e a Bucovina do Norte foram tomadas pelos soviéticos e incluídas na RSS da Moldávia e na RSS da Ucrânia respectivamente. As perdas dos territórios orientais foram facilitados pelo pacto de não-agressão soviético-alemão Molotov-Ribbentrop.
A União Soviética impôs um governo comunista e o rei Miguel I foi forçado a abdicar e se exilar. Nicolae Ceaușescu se tornou o chefe do Partido Comunista Romeno em 1965 e seu governo draconiano da década de 1980 foi interrompido pela Revolução Romena de 1989.
A revolução romena trouxe para o poder o dissidente e ex-comunista Ion Iliescu. Ele permaneceu no poder até 1996, e então novamente entre 2000 e 2004. Emil Constantinescu foi presidente de 1996 a 2000, e Traian Băsescu começou seu mandato em 2004.
A Romênia passou a fazer parte da OTAN em 2004 e da União Europeia em 2007.

## História do termo

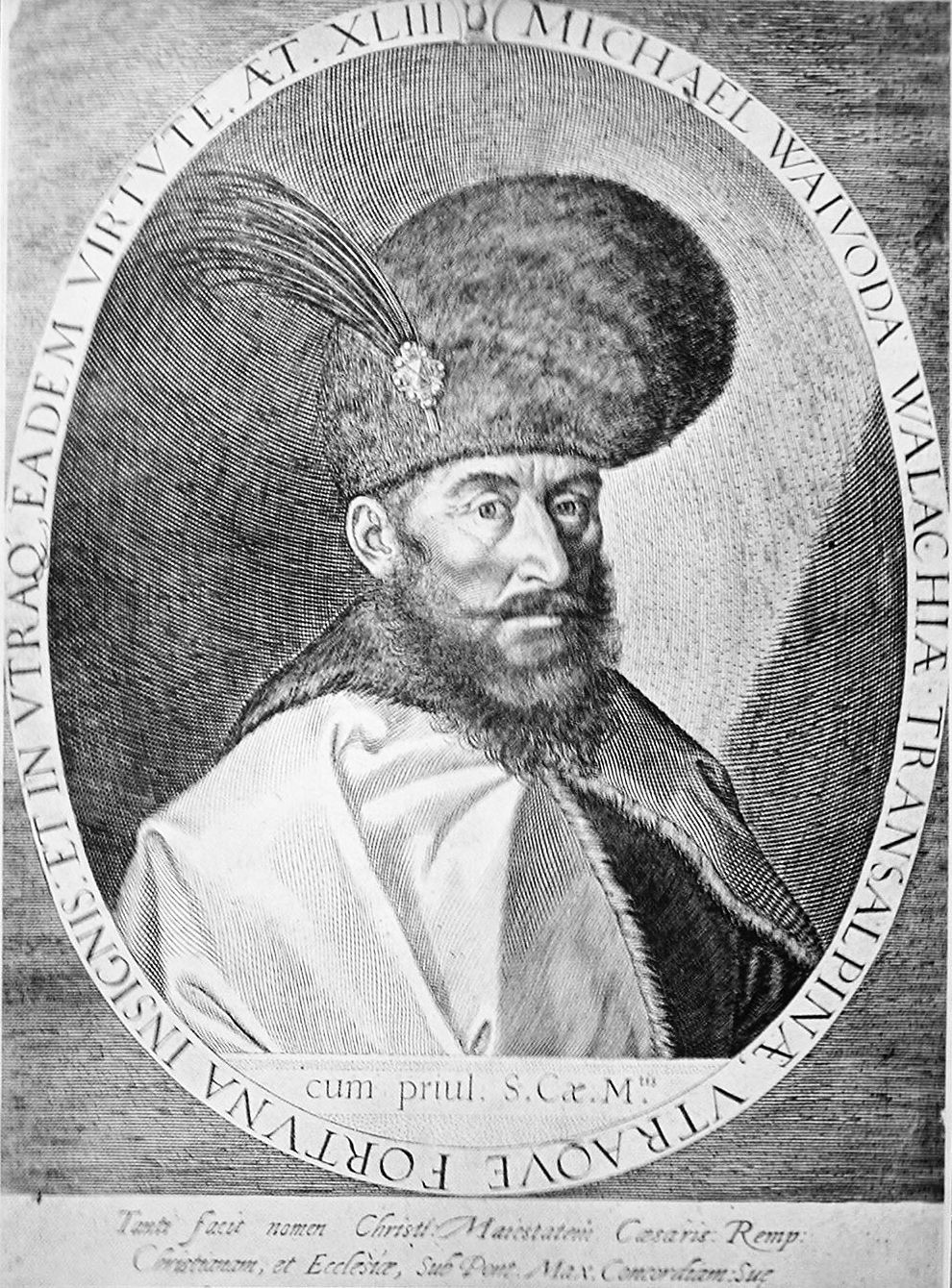
Retrato de Miguel, o Bravo (1558-1601), príncipe da Valáquia, Transilvânia e Moldávia, feito por Aegidius Sadeler II.

Antonio Bonfini (1434-1503) se opõe à teoria de Eneias Sílvio (1405-1464) de que os romenos foram batizados em virtude do nome do líder militar Flaccus, governador da Mésia. Ele liga a origem do nome vlach/voloch à habilidade deles no arco-e-flecha (grego: ballo significa "arremessar", "atirar"), mas também é possível que o nome seja uma versão falha (devido à pronúncia pobre dos dálmatas) de Valéria, uma província nomeada em homenagem à filha de Diocleciano. Com o passar do tempo, o líder militar Flaccus é omitido como a fonte do nome: vlach (valáquio) para romeno (romano), mas por um longo tempo a visão prevalente era de que romenos eram na realidade os italianos.
Em parte, a razão para esta opinião fez com que os acadêmicos italianos acreditassem que a língua romena fosse "meio-italiana" ou "italiano imperfeito". Outra razão: os poloneses usam um nome similar para italianos e romenos. A primeira referência a este fator pode ser encontrado nos escritos de Júlio Pompônio Leto (1425-1498). Ele estava viajando pela Europa Oriental, inclusive pela Polônia, por volta de 1480. Leto afirma: "A Dácia é uma província que se estende em ambas as direções para além do Hister (Danúbio) que, nos nossos dias, era chamada Volochia e seus habitantes, volochs. A Volochia é Itália, visto que os dácios (romenos) falam italiano".
Orichovius (Stanislaw Orzechowski, 1513-1566) registra em 1554 que na sua própria língua, os romenos são chamados romîn (derivado de "romanos"), e em polonês de walachs (por causa dos italianos) - (qui eorum lingua Romini a Romanis, nostra Walachi, ab Italis appellantur). Esta versão do nome aparece novamente nesta curta sentença de Francesco della Valle: Sti Romineste? (ști românește?). no século XVII, rumîn aparece como rumun (Johann Tröster), rumuny (Paul Kovács de Lisznyai), rumuin (Laurentius Toppeltinus) e rumen (Johannes Lucius e Martin Szentiványi). Todos eles se referem aos nomes pelos quais os romenos se referiam a si próprios.
O exônimo valáquios também é compartilhado por outras populações românicas da península Balcânica. Estas populações também dividiram, e dividem, um autônimo comum, com as variantes dialetais rumân, armân, rumâr, etc. Estas populações, muitas vezes consideradas separadamente hoje em dia, têm sido geralmente consideradas como um único povo com uma autoidentidade coesa, possuindo uma língua comum dividida em dialetos principais: o daco-romeno, a língua dominante das modernas Romênia e Moldávia; o aromeno (também conhecido como macedo-romeno), falado atualmente por cerca de 300 000 pessoas nos vários países ao sul do Danúbio; o megleno-romeno, faldo atualmente por cerca de 10 000 pessoas na Grécia e na República da Macedônia; e o istro-romeno, falado atualmente por menos de 1 000 pessoas em algumas poucas vilas na península da Ístria na Croácia. No entanto, a separação e a interpretação modernas, embora agrupe os romenos modernos com os macedo-romenos, megleno-romenos e istro-romenos, nunca concluiriam ou teriam como resultado final a percepção dessas populações como grupos étnicos distintos e separados.
Atribuindo o conceito ao território que atualmente é hoje a Romênia, pode se concluir que até o século XIX o termo romeno denotava os falantes do dialeto daco-romeno da língua romena, sendo assim muito mais um conceito distinto de Romênia, o país dos romenos. Antes de 1867, os (daco-)romenos eram partes de diferentes entidades políticas: os modávios e os valáquios eram separados e tinham formado identidades polítcas separadas, possuindo estados próprios, e o resto dos romenos sendo parte de outros estados. No entanto, como o resto dos valáquios, todos eles mantiveram suas identidades étnica e cultural romenas.

## Romenos fora da Romênia
A maior parte dos romenos vive na Romênia, onde eles constituem a maioria; eles também constituem minorias nos países vizinhos. Os romenos também podem ser encontrados em muitos países como imigrantes, notavelmente nos Estados Unidos, Espanha, Itália, Canadá, França e Alemanha. Com respeito à identidade geopolítica, muitos indivíduos de etnia romena na Moldávia preferem se identificar como moldávios.
A população contemporânea total de romenos étnicos não pode ser declarada com qualquer grau de certeza. Uma disparidade pode ser observada entre as fontes oficiais (como o censo) onde elas existem, e estimativas que vêm de fontes não-oficiais e grupos interessados. Vários fatores inibitórios (não exclusivos para este caso particular) contribuem com esta incerteza. Estes fatores incluem:
- Um grau de sobreposição pode existir ou ser compartilhado entre romenos e outras identidades étnicas em certas situações, e censos ou pesquisas replicantes podem escolher se identificar com uma ancestralidade particular mas não com outra, ou em vez disso se identificar com múltiplas ancestralidades;[32]
- Contagens e estimativas podem inconsistentemente distinguir entre nacionalidade romena e etnicidade romena (ou seja, nem todo cidadão romeno se identifica com a etnia romena, e vice-versa);[32]
- As medidas e metodologias empregadas pelos governos para enumerar e descrever a etnia e a ancestralidade de seus cidadãos varia de país para país. Assim, a definição do censo de "romeno" pode variadamente significar nascido na Romênia, de descendência romena ou também incluir outras identidades étnicas como romenos que de outra forma são identificados separadamente em outros contextos;[32]
- O número de romenos étnicos que vive e trabalha no exterior não é precisamente conhecido, particularmente onde sua presença no país onde vivem pode ser considerada "ilegal". Além disso, onde estimativas para estas populações são feitas, há algum risco de rovavelmente "contagem dupla" - isto é, pessoas romenas no exterior que mantiveram (ou que não abriram mão formalmente) de suas cidadanias originais, podem possivelmente figurar nas contagens ou estimativas onde moram e na Romênia.

Por exemplo, o censo decenal dos Estados Unidos de 2000 calculou (baseado em amostras estatísticas de dados familiares) que havia 367 310 pessoas indicando ancestralidade romena (aproximadamente 0,1% da população total). O número registrado atual total de romenos nascidos no exterior era de apenas 136 000 (Fonte de Informação de Migração). No entanto, algumas organizações não-especialistas têm produzido estimativas que são consideravelmente altas: um estudo de 2002 da Romanian-American Network Inc. menciona um número estimado de 1 200 000 para os romenos-americanos. Esta estimativa observa, no entanto, que "...outros imigrantes de grupos nacionais minoritários romenos foram incluídos, tais como: armênios, alemães, ciganos, húngaros, judeus e ucranianos". Ele também inclui uma concessão não especificada para segunda e terceira gerações de romenos, e um número indeterminado que vive no Canadá. Uma margem de erro para a estimativa não é fornecida. para os números do censo norte-americano de 2000, quase 20% da população total não classifica ou registra ancestralidade, e o censo também está sujeito a subcontagens, uma taxa de resposta incompleta (67%) e erros de amostra em geral.

## Cultura

### Contribuições à humanidade
Os romenos têm desempenhado importantes funções nas artes, ciências e engenharia.
Na História da aviação, Traian Vuia construiu a primeira aeronave mais pesada que o ar autopropulsora, enquanto Henri Coandă construiu a primeira aeronave movida por um motor a jato. Victor Babeș descobriu mais de 50 germes e uma cura para uma doença nomeada em sua homenagem, babesiose; o biólogo Nicolae Paulescu descobriu a insulina. Outro biólogo, Emil Palade, recebeu o Prêmio Nobel por suas contribuições à biologia celular. O matemático Ștefan Odobleja é considerado como sendo o pai ideológico por trás da cibernética.
Nas artes e na cultura, foram figuras importantes George Enescu (compositor musical), Constantin Brâncuși (escultor), Mihail Eminescu e Lucian Blaga (poetas), Tristan Tzara (poeta e mentor do dadaísmo), Constantin Noica (filósofo), Eugène Ionesco (autor dramático), Mircea Eliade (historiador da religião e romancista), Emil Cioran (ensaísta) e Angela Gheorghiu (soprano).
O conde Drácula é um ícone mundialmente conhecido da Romênia. No entanto, a ideia de Drácula como um vampiro não é genuinamente romena. Ela foi criada pelo irlandês Bram Stoker a partir do folclore balcânico e da figura histórica romena Vlad Țepeș.
No esporte, os romenos têm sobressaído em várias modalidades, como no futebol (Gheorghe Hagi), na ginástica (Nadia Comăneci, Lavinia Miloșovici), tênis (Ilie Năstase, Ion Țiriac), canoagem (Ivan Patzaichin) e handebol (quatro vezes campeões mundiais no masculino).

### Língua
As origens da língua romena, uma língua românica, pode ser traçada até a colonização romana da Dácia. o vocabulário básico é de origem latina, embora haja algumas palavras de substrato dácio. De todas as línguas românicas, poderia se dizer que o romeno é a língua mais arcaica, tendo mantido, por exemplo, a estrutura declinada da gramática latina.
Durante a Idade Média, o romeno foi isolado das outras línguas românicas, e tomou emprestadas palavras das línguas eslavas vizinhas. Durante a era moderna, muitos neologismos foram tomados emprestados do francês e do italiano, apesar de progressivamente a língua estar caindo sob a influência dos empréstimos ingleses.
A língua moldávia,  na sua forma oficial, é praticamente identica à romena, apesar de haver algumas diferenças na pronúncia coloquial. Na de facto independente (mas não reconhecida internacionalmente) Transnístria, a escrita oficial usada para escrever o moldávio é o cirílico.
Uma estimativa de 2014 do Ethnologue coloca o número (mundial) de falantes de romeno em aproximadamente 23,8 milhões. Os 23,8 milhões, no entanto, representam apenas os falantes de romeno, não todos aqueles que são necessariamente romenos étnicos. Também, este número não inclui os romenos étnicos que não mais falam a língua romena.

### Sobrenomes
Muitos nomes romenos tem o sufixo de sobrenome "-escu", "-ascu" que corresponde ao sufixo latino "-iscus", que significa "pertencente à pessoa". Por exemplo, "Petrescu" é usado para o filho de Petre. São sufixos similares "-asco", "-asgo", "-esque", etc. e que estão presentes em outras línguas latinas.
Muitos romenos na França mudaram esta terminação de seus sobrenomes para "-esco" porque esta forma é pronunciada "-cu" em francês. Outros sufixos são "-eanu" (ou "-an", "-anu") que indica a origem geográfica e "-aru" (ou "-oru") que indica a ocupação.
Os sobrenomes mais comuns são Popa ("o padre") com quase 200 000 nomes, Popescu ("o filho do Padre") com quase 150 000 nomes e Ionescu ("filho de Ion").

### Religião
A maioria dos romenos são cristãos ortodoxos orientais, pertencendo à Igreja Ortodoxa Romena. De acordo com o censo de 2002, 94,0% dos romenos étnicos na Romênia se identificam como ortodoxos romenos (em comparação a 86,8% da população total da Romênia, incluindo os outros grupos étnicos). No entanto, deve-se notar que a atual taxa de comparecimento às igrejas é significativamente baixa, e que muitos romenos são apenas nominalmente fiéis. Por exemplo, de acordo com uma pesquisa de 2006 do Eurobarometer, apenas 23% dos romenos comparecem às igrejas uma vez ou mais por semana Uma pesquisa de 2006 conduzida pelo Open Society Institute  indicou que apenas 33% dos romenos vão às igrejas uma vez ao mês ou mais.
Os católicos romanos estão presentes na Transilvânia, Bucareste e em partes da Moldávia, pertencendo à Igreja Greco-Católica Romena e à Igreja Católica Romana. Uma pequena porcentagem da população romena é protestante, neo-protestante (2,8%) ou agnóstica (0,15%).
Não há dados oficiais da adoção do Cristianismo pelos romenos. Baseados em achados arqueológicos e lingüísticos, os historiadores sugerem que os ancestrais dos romenos obtiveram sua religião durante o período romano. As palavras básicas relacionadas com o Cristianismo, como igreja ("biserică" < basilica), Deus ("Dumnezeu" < Domine Deus), Páscoa ("paște" < paschae), Natal ("crăciun" < creatio, -onis), cristão ("creștin" < christianus), cruz ("cruce" < crux, -cis), pecado ("păcat" < peccatum), batizar ("a boteza" < batizare), anjo ("înger" < angelus), santo (regional: "sânt" < sanctus), etc. foram herdadas do latim.
Depois do Grande Cisma do Oriente, existiu um bispado católico na Cumânia (depois, bispados separados na Valáquia e na Moldávia). No entanto, isto parece ter sido a exceção, e não a regra, porque tanto na Valáquia quanto na Moldávia a religião de estado (a única usada para coroação e outras cerimônias) foi a ortodoxa. Até o século XVII, a língua oficial da liturgia foi o eslavo eclesiástico, que foi gradualmente sendo substituído pelo romeno.

### Símbolos

Bandeira romena

Bandeira moldávia

Brasão de armas da Romênia

Uma das primeiras ocorrências das três cores oficiais da Romênia e da Moldávia data de antes da Novella XI, lançada em 14 de abril de 535 pelo imperador Justiniano I. Entre outras coisas, descreve o que foi chamado de "Dácia Justiniana" (Banato e parte de Oltênia) na época, e inclui um brasão de armas para ela.
"Ex parte dextra, in prima divisione, scutum rubrum, in cuius medis videtur turris, significans utramque Daciam, in secunda divisione, scutum coelesti, cum (signum) tribus Burris, quarum duae e lateribus albae sunt, media vero aurea."
Tradução: "À direita, na primeira divisão, um campo vermelho, onde torres podem ser vistas, significando a outra Dácia, na segunda seção, um campo azul-céu, com os emblemas da tribo Bur, os lados são brancos, e dourado no meio".
Além desta cores, cada província histórica da Romênia tem seu próprio símbolo animal característico:
- Oltênia: leão e Banato: ponte de Trajano
- Dobruja: golfinho
- Transilvânia: águia negra
- Valáquia: águia

O Brasão de armas da Romênia combina estes símbolos.

## Nomes

### Romenos
O nome "romeno" é derivado do latim "Romanus". Sob mudanças fonéticas regulares que são típicas às línguas romenas, o nome foi transformado em "rumân" (ru'mɨn). Uma velha forma de "român" ainda estava em uso em algumas regiões. As evoluções sociolinguísticas no final do século XVIII conduziu a uma preponderância gradual da forma ortográfica "român", que foi então generalizada durante o despertar nacional da Romênia do começo do século XIX.

### Valáquios
O nome "valáquios" é um exônimo que foi usado pelos eslavos para se referir a todos os nativos romanizados dos Bálcãs. Ele mantém sua forma original do germânico antigo - sendo um cognato de "Welsh" ("galês") e de "valão" - e talvez até mesmo voltando mais distante no tempo, do nome romano "Volcae", que era originalmente uma tribo celta. Dos eslavos, ele passou para outros povos, como os húngaros (Oláh) e gregos (Vlachoi). "Valáquio" também foi usado para todos os cristãos ortodoxos. Valáquia, uma região na Romênia, toma seu nome da mesma fonte.
Atualmente, o termo "valáquio" é mais freqüentemente usado para se referir às populações romanizadas dos Bálcãs que falam daco-romeno (romeno), aromeno, istro-romeno e megleno-romeno. O istro-romeno é a língua mais próxima ao daco-romeno que é a língua oficial da Romênia.

### Daco-romenos
Para distinguir os romenos dos outros povos romênicos dos Bálcãs (aromenos, megleno-romenos e istro-romenos), o termo "daco-romeno" é às vezes usado para se referir àqueles que falam a língua romena padrão e vivem no território da antiga Dácia (hoje compreendendo a maior parte de Romênia e Moldávia), embora alguns daco-romenos possam ser encontrados no leste da Sérvia (que era parte da antiga Mésia).

### Antropônimos
Há nomes de família que foram derivados dos nomes valáquio e romeno. A maior parte destes nomes foram dados quando romenos se estabeleceram em regiões não-romenas.
- Oláh (37 147 húngaros têm esse nome)
- Vlach
- Vlahuta
- Vlasa
- Vlasi
- Vlašic
- Vlasceanu
- Vlachopoulos
- Voloh

## Relacionamento com outros grupos étnicos
Os grupos étnicos mais próximos dos romenos são os outros povos romênicos do sudeste da Europa: os istro-romenos, os aromenos (macedo-romenos) e os megleno-romenos. Os istro-romenos são o grupo étnico mais próximo dos romenos, e se acredita que eles deixaram Maramureș, na Transilvânia cerca de mil anos atrás e se estabeleceram na Ístria, Croácia.
Deve-se observar que os roma (ciganos) não são um grupo étnico relacionado com os romenos (eles começaram a emigrar do subcontinente indiano no começo do século XI). Além disso, uma pesquisa realizada em dezembro de 2007 mostrou que 76% dos romenos consideram que os estrangeiros confundem o termo roma/romani com romeno e 52% consideram que os ciganos devem ser chamados novamente pelo seu nome original e não por "roma e outras derivações deste termo.